# Лахденпохський район
Лахденпохський район (рос. Лахденпохский район) — адміністративний район на південному заході Карельської Республіки Російської Федерації. Адміністративний центр — місто Лахденпохья. За площею території район посідає 16 місце в республіці, а за населенням — 14 місце.

## Географія

### Географічне положення
Район розташований у південно-західній частині Республіки Карелія, на північно-західному березі Ладозького озера. Його площа становить 2 180 км² і за цим показником він посідає останнє місце у республіці. На північному сході район межує з Сортавальським районом Карелії, на півдні і південному заході — з Виборзьким та Приозерським районами Ленінградської області. Західний і північно-західний кордон району є водночас державним кордоном між Російською Федерацією та Фінляндією, зокрема провінцією Південна Карелія.

### Рельєф та геологія
Лахденпохський район розташований у північно-західній частині Східноєвропейської рівнини.

## Населення
Станом на 1 січня 2009 року населення району становило 15396 осіб, зокрема: 8173 міських жителів та 7223 — сільських.

## Адміністративний поділ
| Муніципальне утворення            | Адміністративний центр | Кількість населення |
| --------------------------------- | ---------------------- | ------------------- |
| Лахденпохское міське поселення    | місто Лахденпохья      |                     |
| Елісенваарське сільське поселення | селище Елісенваара     | 1505                |
| Хійтольське сільське поселення    | селище Хійтола         | 2123                |
| Мійнальское сільське поселення    | селище Мійнала         | 2018                |
| Куркієкське сільське поселення    | селище Куркієкі        | 1722                |

## Місцеве самоврядування
На виборах 11 жовтня 2009 року главою місцевого самоврядування було обрано Владислава Вохміна (44,8% голосів).